# Tsebona
Tsebona é um género botânico pertencente à família Sapotaceae.
1. ↑  «Tsebona — World Flora Online». www.worldfloraonline.org. Consultado em 19 de agosto de 2020